# Таблоїд

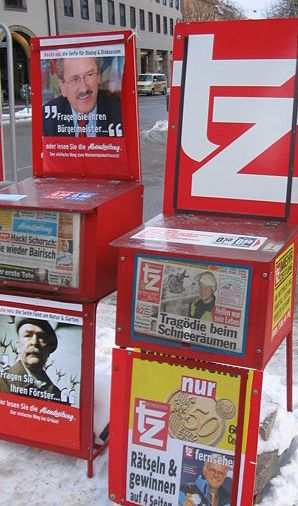
Продаж таблоїдів у Мюнхені

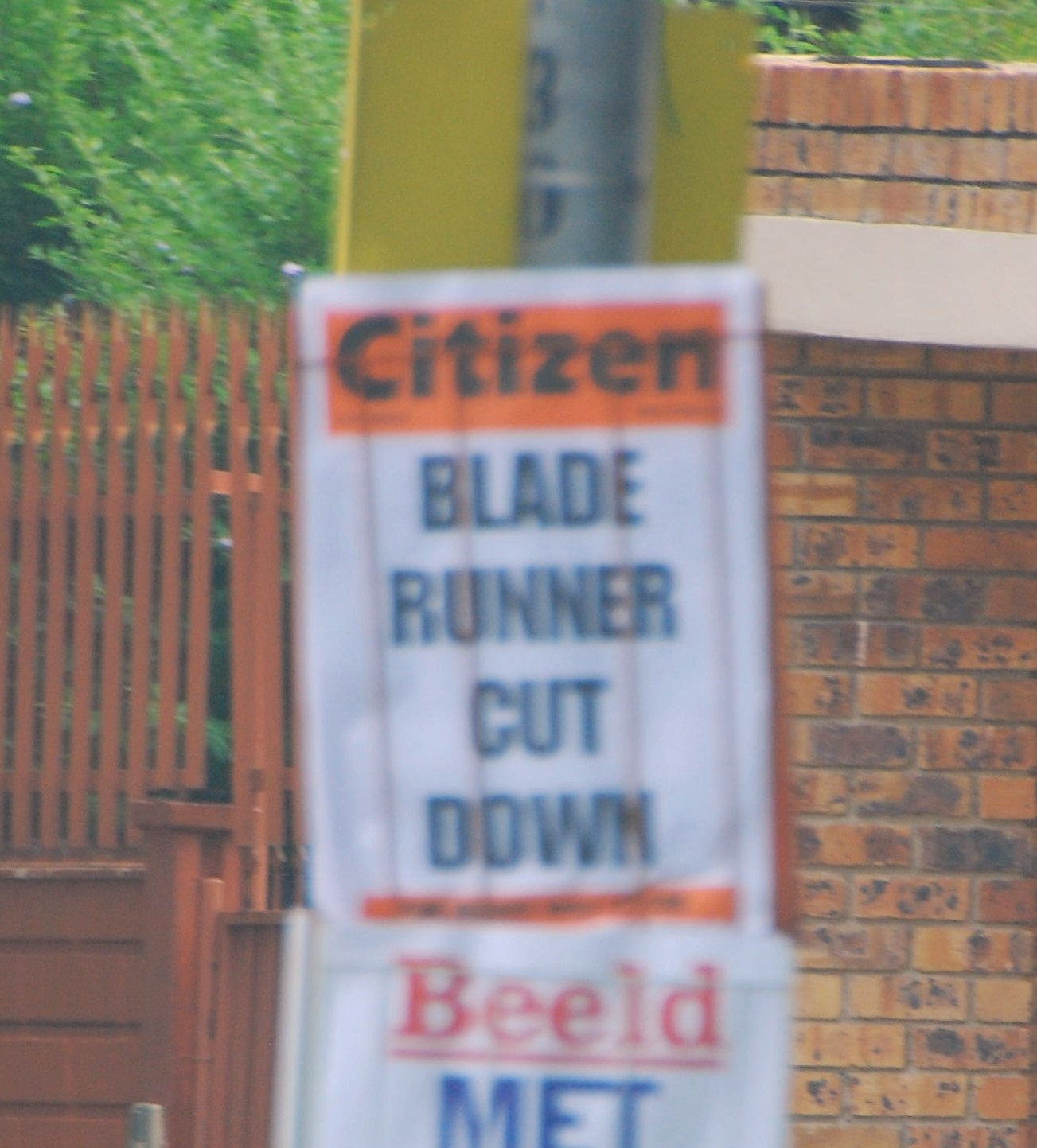
Заголовки з анонсами південно-африканського таблоїда The Citizen

Таблоїд (англ. tabloid) — вид газети, як правило, щоденної, зі спеціальним видавничим форматом (37–40 см х 27–30 см). Спочатку термін означав газету невеликого формату, порівняно з традиційними, яку було зручно читати в переповненому трамваї, в приймальні у лікаря і в інших людних місцях. У Європі таблоїди вперше з'явилися у Великій Британії й одразу ж здобули велику популярність.
Таблоїди спрямовані на певний прошарок малоосвіченого населення, наповненням цих газет часто є дешеві сенсації, назви статей є популістськими і галасливими. Завдяки легкій мові і відносно низькій ціні таблоїд легко знаходить своїх читачів. Таблоїди часто провокують, спрямовані на емоції читачів, часто переходять межі журналістської етики. Іноді описують вигадані історії. Статті, як правило, містять багато фотографій та мало тексту. Ілюстрації часто шокують або просякнуті еротизмом. Багато уваги приділяється спортивній тематиці. Іноді присутня рубрика кросворду або конкурсу.
Таблоїди не входять до категорії ЗМІ, що можуть мати вплив на населення, тому що вони не виявляють свою власну позицію з того чи іншого приводу, а відтворюють міркування своїх читачів. Ці газети охоче обговорюють ті теми чи засуджують ті категорії людей (напр. педофілів), про які заздалегідь відомо, що громадськість до них ставиться негативно. «Жовта преса» обговорює наукову тематику та питання з міжнародної політики лише в скандальному контексті, щоб не розчарувати читачів, які очікують дешеві сенсації.
Генріх Белль у своєму творі Die verlorene Ehre der Katharina Blum («Втрачена честь Катаріни Блюм») піддає різкій критиці газети такого типу (зокрема, німецький Bild)[джерело?]
Найпопулярнішими таблоїдами у Німеччині є Bild, у Великій Британії — The Sun i Daily Mirror, в Польщі — Fakt i Super Express, в Україні — ТаблоID.

## Історія
Слово «таблоїд» походить від назви пресованих таблеток лондонської фармацевтичної компанії Burroughs Wellcome & Co, яка продавала їх як Tabloid pills в кінці 1880-х. До появи пресованих таблеток в медицині, як правило, використовувалися порошкові ліки. Згадана компанія була не першою, що застосувала цю нову технологію, але виявилась найуспішнішою в їх продажі. Звідси і популярність терміну «таблоїд» в сучасній культурі. Означення «таблоїд» незабаром було застосоване і до інших дрібних предметів, а також — до «стисненої» журналістики, де історії конденсувались до спрощеного, легкостравного формату.

##### Розміри
Таблоїдом традиційно вважають компактну газету з розмірами приблизно 43,2 х 27,9 см або вдвічі меншою, ніж звичайна широкоформатна газета (і тут виникає плутанина, оскільки багато широкоформатних газет мають розміри 74,9 х 59,7 см, при чому половина становить 38,1 × 30,5 см.

## Міжнародний вжиток

### Європа
Україна: одним з найпопулярніших україномовних таблоїдних видань є Таблоїд.
Польща: у міжвоєнній Польщі на означення таблоїдів використовувалися терміни «червона преса» або «червоняки». Це не мало будь-якого політичного підтексту, а походило від кольору віньєток і використовуваних в цих роботах експресивних форм — великих галасних заголовків, друкованих червоною фарбою — для залучення більшої кількості читачів.
Серед таких червоняків були наступні варшавські газети: Dobry Wieczór, Kurier Czerwony (в 1932 році обидві об'єдналися в газету Dobry Wieczór! Kurier Czerwony), Dzień Dobry і Express Poranny, редакції яких з 1929 року перебували в переобладнаній фабриці килимів по вул. Польовій на перетині з вул. Маршалковською. Сама будівля під час ремонту отримала облицьований керамікою яскраво-червоний портал, який підтверджував популярний тогочасний термін «червона преса».
У Польщі на означення таблоїдів іноді використовуються такі принизливі терміни, як «brukowiec» (бруківка) або «rewolwerówka» (пістоля). Термін «таблоїд» не має негативного підтексту; на думку лінгвістів він, у порівнянні з іншими означеннями цього типу видань, є найстриманішим і найдостойнішим.
З 2003 у Польщі велику популярність здобув «Fakt» і «Super Express». У Польщі, проте, таблоїди не зачіпають такі спірні теми як аборти, тому що думка з цих питань у суспільстві розділилася. Окрім платної жовтої преси шалену популярність завойовують безплатні таблоїди, які роздають в громадських місцях, на автобусних зупинках.[джерело?]
Німеччина: найвідоміший таблоїд Bild з близько 4 млн примірників. Хоча за розмірами він перевищує таблоїдний формат, його стиль був скопійований з британських таблоїдів.
Велика Британія: три раніше широкоформатні щоденні газети The Independent, The Times і The Scotsman нещодавно перейшли на таблоїдний розмір, хоча вони дипломатично називають його «компактним», щоб уникнути порівняння з нижчим сегментом на ринку таблоїдів. Також на означення нижчого сегменту таблоїдів використовують термін «red-top», щоб відрізнити їх від до ринку компактних газет. Серед англомовних таблоїдів є також Morning Star, але тут небагато статей про знаменитості.
У Нідерландах декілька газет почали публікувати таблоїдні версії своїх газет, у тому числі NRC Handelsblad з виданням nrc•next в 2006 році. У 2000 р. в громадському транспорті розповсюджувались два безкоштовні таблоїди — Metro і Sp!ts. У 2007 році з'явилось ще два безкоштовні таблоїди — De Pers і DAG.
Тим не менше голландська De Telegraaf, що найближча по стилю до британських таблоїдів, виходить в широкому форматі.
У Норвегії майже всі газети перейшли від звичайного до таблоїдного формату. Три найбільші газети VG, Dagbladet і Aftenposten спочатку були більш сенсаційними, а тепер — «посерйознішали».
У Франції популярна південно-французька широкоформатна газета Nice Matin 8 квітня 2006 р. перейшла на таблоїдний формат одразу ж після того, як результати опитування показали, що 74 % респондентів надав перевагу таблоїдному формату у порівнянні з широкоформатним. Найвідомішим національним таблоїдом з кримінальними історіями у Франції є Le Nouveau Détective, заснований на початку XX століття.
В Данії таблоїди в британському сенсі відомі як «formiddagsblade» (дополудневі газети), дві найбільші серед них — BT та Ekstra Bladet. Стара і серйозніша Berlingske Tidende «з'їхала» до таблоїдного формату в 2006 році, зберігши при цьому формат новин без змін.

### Північна Америка
У Сполучених Штатах виникнення щоденних таблоїдів пов'язане із заснуванням в 1919 році New York Daily News, і New York Daily Mirror та New York Evening Graphic в 1920-х. Конкуренція між цими трьома виданнями в новинах рубрик Кримінал, Секс і Знаменитості вважалася скандальною в широкій пресі того часу. Для порівняння, сьогоднішня американська таблоїдна преса набагато менше орієнтована на скандали та сенсації, ніж їхні попередники чи британські колеги. За винятком супермаркетних таблоїдів, матеріалам яких не варто довіряти, слово «таблоїд» в США більше використовується на означення формату видання, ніж його змісту.
Найвідоміші американські таблоїди: Metro, Philadelphia Daily News, Chicago Sun-Times, Boston Herald, New York Observer, Newsday нью-йоркського Лонґ-Айленду, San Francisco Examiner і Baltimore Examiner.
В Канаді багато з газет Sun Media мають таблоїдний формат.

### Південна Азія
Індія: Таблоїд-консепт журналістики все ще малорозвинутий у консервативній Індії. Перший таблоїд Blitz був заснований Руссі Каранія (Russy Karanjia) 1 лютого 1941 зі словами «Наш індійський Blitz проти Гітлера!». Бліц первинно був англомовним, а згодом побачили світ його версії на мовах хінді, маратхі, урду. У 1974 році дочка Руссі, Рита, заснувала журнал CineBlitz.
Сучасними таблоїдами Індії є Times of India, Mumbai Mirror, Tehelka, Mid-Day, MINT, TILT — The ILIKE Times.
Пакистан: Khabrain — популярний таблоїд у місцевого нижнього сегменту середнього класу. Є також Naya Akhbar — порівняно більш сенсаційний таблоїд та багато локальних таблоїдів.
Китай: Китайські таблоїди набули шаленої популярності в середині 1990-х років і випробували на собі межі цензури, займаючи критичну редакційну позицію по відношенню до уряду, публікуючи журналістські розслідування на актуальні теми.

### Інші країни
У Грузії англомовний тижневик The FINANCIAL в 2005 році перейшов на компактний формат і подвоїв кількість сторінок у кожному випуску. Інші грузиномовні газети протестували компактні формати ще на початку 1990-х.
Оман: TheWeek — безкоштовний 48-сторінковий тижневий таблоїд. Перша безкоштовна газета Оману була видана в березні 2003 року.
В Аргентині: Clarín — одна з найбільших газет є таблоїдом.
Південні Філіппіни: The Mindanao Examiner — новий щотижневий таблоїд.
Австралія — The Advertiser, Herald Sun, The Sun-Herald, Daily Telegraph, The Courier Mail, The West Australian, The Mercury and The Melbourne Observer.
Південна Африка — Volksblad, The Daily Sun, The Sunday Sun.
У Бразилії — Lance! в Ріо-де-Жанейро і Сан-Паулу, більшість видань Grupo RBS (особливо Porto Alegre і Zero Hora), O Dia, Meia Hora.